# Otavite
L'otavite (simbolo IMA: Ota) è un raro minerale del gruppo della calcite appartenente alla classe minerale dei "carbonati e nitrati" con composizione chimica CdCO3; da un punto di vista chimico è pertanto un carbonato di cadmio.

## Etimologia e storia
L'otavite fu scoperta per la prima volta nella "miniera di Tsumeb" in Namibia e descritto nel 1906 da Otto Schneider, che chiamò il minerale come la sua area di scoperta, i Monti Otavi.

## Classificazione
La nona edizione della sistematica dei minerali di Strunz, che è stata aggiornata l'ultima volta dall'Associazione Mineralogica Internazionale (IMA) nel 2009, classifica l'otavite nella classe "5. Carbonati (nitrati)" e da lì nella sottoclasse "5.A Carbonati senza anioni aggiuntivi, senza H2O"; questa viene ulteriormente suddivisa in base agli elementi chimici presenti nel minerale in modo che l'otavite possa essere trovata nella sezione "5.AB Carbonati di metalli alcalino terrosi (e altri M2+)" dove forma il sistema nº 5.AB.05 insieme a magnesite, rodocrosite, siderite, calcite, smithsonite, gaspéite e sferocobaltite.
Tale classificazione è proseguita dal database "mindat.org", chiamata anche Classificazione Strunz-mindat, dove l'otavite conserva la classificazione che aveva nella nona edizione di Strunz.
Nella classificazione dei minerali secondo Dana, utilizzata principalmente nel mondo anglosassone, l'otavite ha il numero di sistema e minerale 14.01.01, che corrisponde alla classe dei "carbonati, nitrati e borati" e quindi alla sottoclasse dei "carbonati anidri". Qui forma il "gruppo della calcite (Trigonale: R3c)" nell'ambito della suddivisione "carbonati anidri con formula semplice A+CO3".

## Abito cristallino
L'otavite cristallizza nel sistema trigonale nel gruppo spaziale R3c (gruppo nº 167) con i parametri del reticolo a = 4,93 Å e c = 16,27 Å oltre a 6 unità di formula per cella unitaria.

## Proprietà
Similmente alla calcite, l'otavite si dissolve molto facilmente in acido cloridrico (HCl) e forma schiuma producendo un gorgoglio. L'idrogeno solforato produce un precipitato di cadmio giallo e sul carbone davanti al cannello a soffiatura appare anche un caratteristico deposito di cadmio.
Sotto la luce ultravioletta, alcune otaviti mostrano una fluorescenza rossa.

## Origine e giacitura
L'otavite si forma secondariamente nelle zone di ossidazione dei depositi di minerali idrotermali. I minerali associati includono azzurrite, calcite, cerussite, fluorite, emimorfite, idrozincite, malachite, olivenite, piromorfite, rosasite e smithsonite.
Essendo una rara formazione mineraria, l'otavite è stata rilevata solo in pochi luoghi sparsi in tutto il mondo. La miniera di Tsumeb, la sua località tipo, è l'unico sito conosciuto in Namibia. In Italia è stata l'otavite è stata rinvenuta a Ozieri e a Guspini (Sardegna), oltra che nella "miniera del Monte Trisa" presso Torrebelvicino (in Veneto).

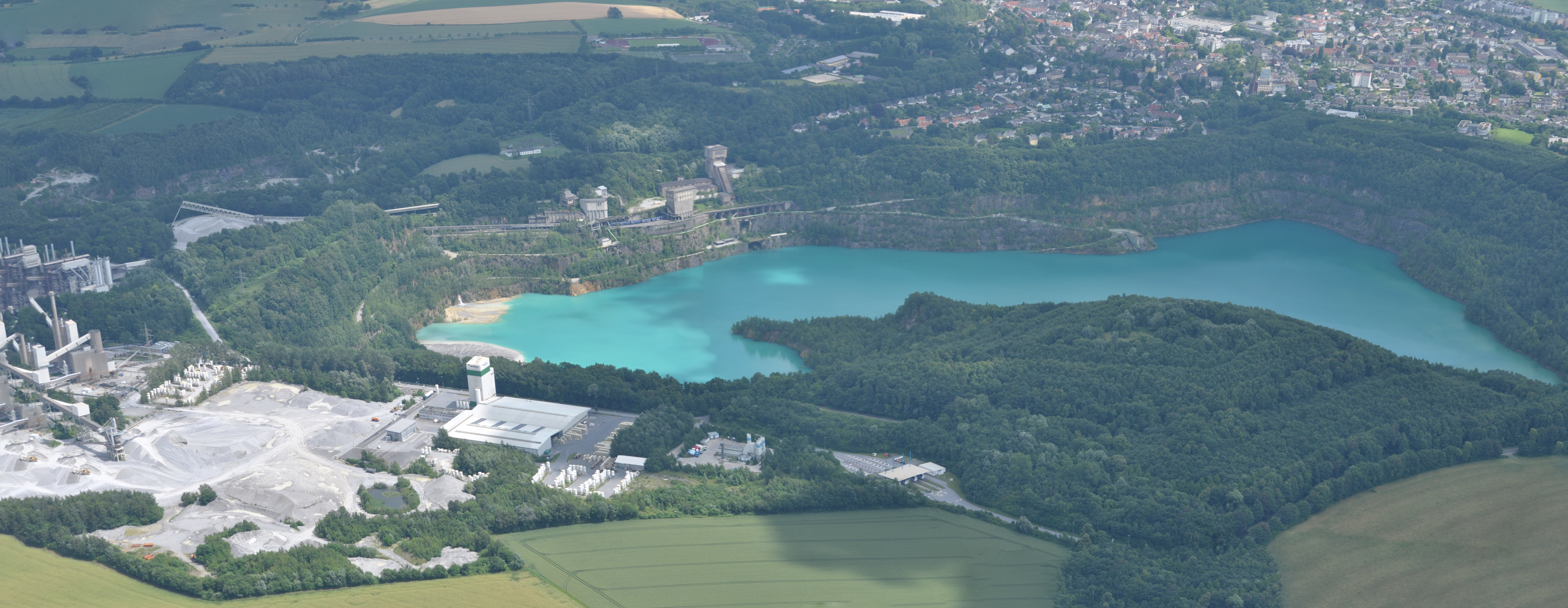
La miniera di Prangenhaus, ora piena d'acqua, in Germania

In Germania, finora si conosce un solo sito: la cava di Prangenhaus vicino a Wülfrath-Rohdenhaus, non lontano da Düsseldorf (Renania Settentrionale-Vestfalia) che appartiene alla fabbrica di calce di Flandersbach ed è ora piena d'acqua.
In Europa, il minerale è stato trovato nella miniera di Esperanza vicino a Laurio nella regione greca dell'Attica, nella miniera di Sheshodonnell East nella contea di Clare in Irlanda, a Krupanj in Serbia, in un giacimento polimetallico vicino a Rychnov nad Kněžnou nella Repubblica Ceca, vicino a Zsidótemető nel comune di Legyesbénye nel nord dell'Ungheria e nella cava di Coldstones vicino a Harrogate nel North Yorkshire (Inghilterra), nella miniera di "Borrow" vicino a Bishopton in Scozia e nella cava di "Dolyhir" nell'area di Powys nel Galles.
Fuori dall'Europa, l'otavite è stata rinvenuta nella miniera a cielo aperto "Block 14" vicino a Broken Hill (Nuovo Galles del Sud), nella miniera "Devon's Cut" nell'area amministrativa della regione di Pilbara e nella miniera di "Shangri La" vicino a Kununurra (tutte in Australia); il giacimento di cadmio-zinco di "Niujiaotang" a Duyun (nel Guizhou) e il giacimento di piombo-zinco di "Guanmenshan" a Fushun (nel Liaoning) in Cina; la miniera di "Ohbuki" vicino a Hinokage nella prefettura di Miyazaki, in Giappone; il bacino del fiume Jana vicino a Verkhoyansk (Repubblica di Sakha in Jacuzia) in Russia, così come la miniera di "Reef" vicino a Hartford nella contea di Cochise in Arizona, la miniera di uranio sul fiume Huron nella contea di Baraga (nel Michigan), la miniera di "Sterling" nella contea di Sussex (New Jersey), e la miniera di "Blanchard" vicino a Bingham nel contea di Socorro nel Nuovo Messico, tutte negli Stati Uniti; infine vicino a Mo Ba nella provincia di Thai Nguyen in Vietnam.

## Forma in cui si presenta in natura
L'otavite si trova principalmente sotto forma di rivestimenti crostosi, ma raramente sviluppa anche cristalli romboedrici di dimensioni fino a circa due millimetri.
I cristalli di otavite pura sono incolori e trasparenti. Tuttavia, a causa della rifrazione multipla della luce dovuta a difetti di costruzione del reticolo o alla formazione policristallina, l'otavite può anche apparire bianca e assumere una tinta da bruno-giallastra a bruno-rossastra a causa di miscele estranee. Le superfici cristalline visibili hanno una forte lucentezza simile al vetro, mentre le forme microcristalline brillano più con lucentezza perlacea.